# Херман II фон Пирмонт
Херман II фон Пирмонт (на немски: Hermann II von Pyrmont; на латински: Hermannus comes de Pyrremunt; * пр. 1255/1256; † сл. 25 ноември 1328) от рода на графовете на Шваленберг е граф на Графство Пирмонт.

## Произход
Той е син на граф Готшалк II фон Пирмонт († 1258/1262) и съпругата му графиня Беатрикс фон Халермунд († сл. 1272), дъщеря на граф Лудолф II фон Халермунд († 1256) и първата му съпруга с неизвестно име. Брат е на графовете Готшалк III фон Пирмонт († сл. 1279) и Хилдеболд фон Пирмонт († 1317).
Той, както баща му и братята му също, прави дарения на манастир Мариенмюнстер.

## Фамилия
Херман II фон Пирмонт се жени пр. 1 май 1306 г. за графиня Луитгард фон Шваленберг († сл. 14 септември 1317), дъщеря на граф Албрехт I фон Шваленберг († 1317) и Юта фон Росдорф († 1305), дъщеря на рицар Конрад фон Росдорф († сл. 1246). Те имат пет деца:
- Хайнрих I фон Пирмонт
- Готшалк IV фон Пирмонт (* пр. 1289; † сл. 24 февруари 1342), граф на Пирмонт, женен на 3 юни 1324 г. за Аделхайд фон Хомбург († сл. 11 октомври 1341), дъщеря на Хайнрих фон Хомбург († сл. 1338) и графиня Агнес фон Мансфелд († сл. 1306)
- Херман IV фон Пирмонт (* пр. 1310; † сл. 1334), граф на Пирмонт
- Беатрикс (Беата) фон Пирмонт (* пр. 1311; † сл. 1329), канонеса в Гандерсхайм през 1328 г.
- Юта фон Пирмонт (* пр. 1311; † сл. 1328), канонеса в Гандерсхайм